# Steengraszanger
De steengraszanger (Cisticola aberrans emini) is een vogel uit de familie Cisticolidae. Eerder werd deze vogel beschouwd als een aparte soort (Cisticola emini) maar bij een taxonomische herziening in 2024 is het een ondersoort geworden van de langstaartgraszanger.

## Verspreiding en leefgebied
Deze vogel telde vier ondersoorten:
- Cisticola emini admiralis: van zuidelijk Mauritanië tot Mali, Ghana en Sierra Leone.
- Cisticola emini petrophilus: van noordelijk Nigeria tot zuidwestelijk Soedan, noordoostelijk Congo-Kinshasa, Oeganda, Rwanda en Burundi.
- Cisticola emini emini: zuidelijk Kenia en noordelijk Tanzania.
- Cisticola emini bailunduensis: Angola.